# گاگیک غازانچیان
گاگیک مارتیکی غازانچیان (ارمنی: Գագիկ Մարտիկի Ղազանչյան؛ انگلیسی: Gagik Ghazanchyan؛ زادهٔ ۲۲ مهٔ ۱۹۶۰) نقاش اهل ارمنستان است. وی از سال میلادی تا کنون فعالیت می‌کند.

## زندگی‌نامه
در ۲۲ مهٔ ۱۹۶۰ در ایروان به دنیا آمد و از کالج دولتی هنرهای زیبای پانوس ترلمزیان و انستیتو دولتی هنری و نمایشی ایروان فارغ‌التحصیل شد. لیلیت سوقومونیان همسر وی می‌باشد. آثار وی در مرکز ملی زیبایی‌شناسی هنریک ایگیتیان به نمایش درآمده است. 

## کتاب‌ها
- Gagik Ghazanchyan, Modern Art Museum of Armenia, 2008, Yerevan, شابک ‎۹۷۸-۹۹۹۴۱-۰-۲۶۵-۵.

## خانواده
- همسر - لیلیت سوقومونیان، نقاش
- پسر - گای غازانچیان، نقاش، مجسمه‌ساز

## نگارخانه

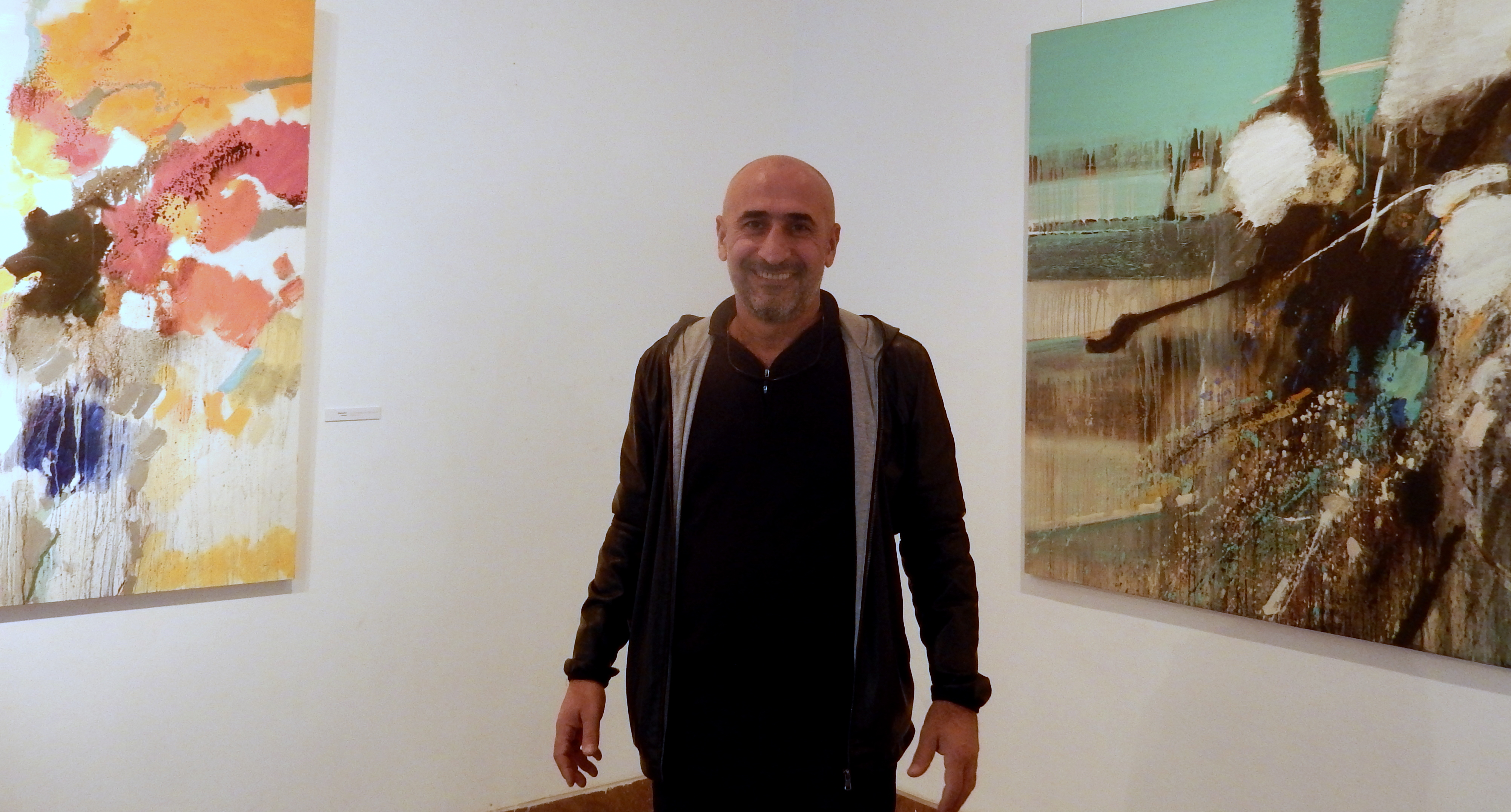
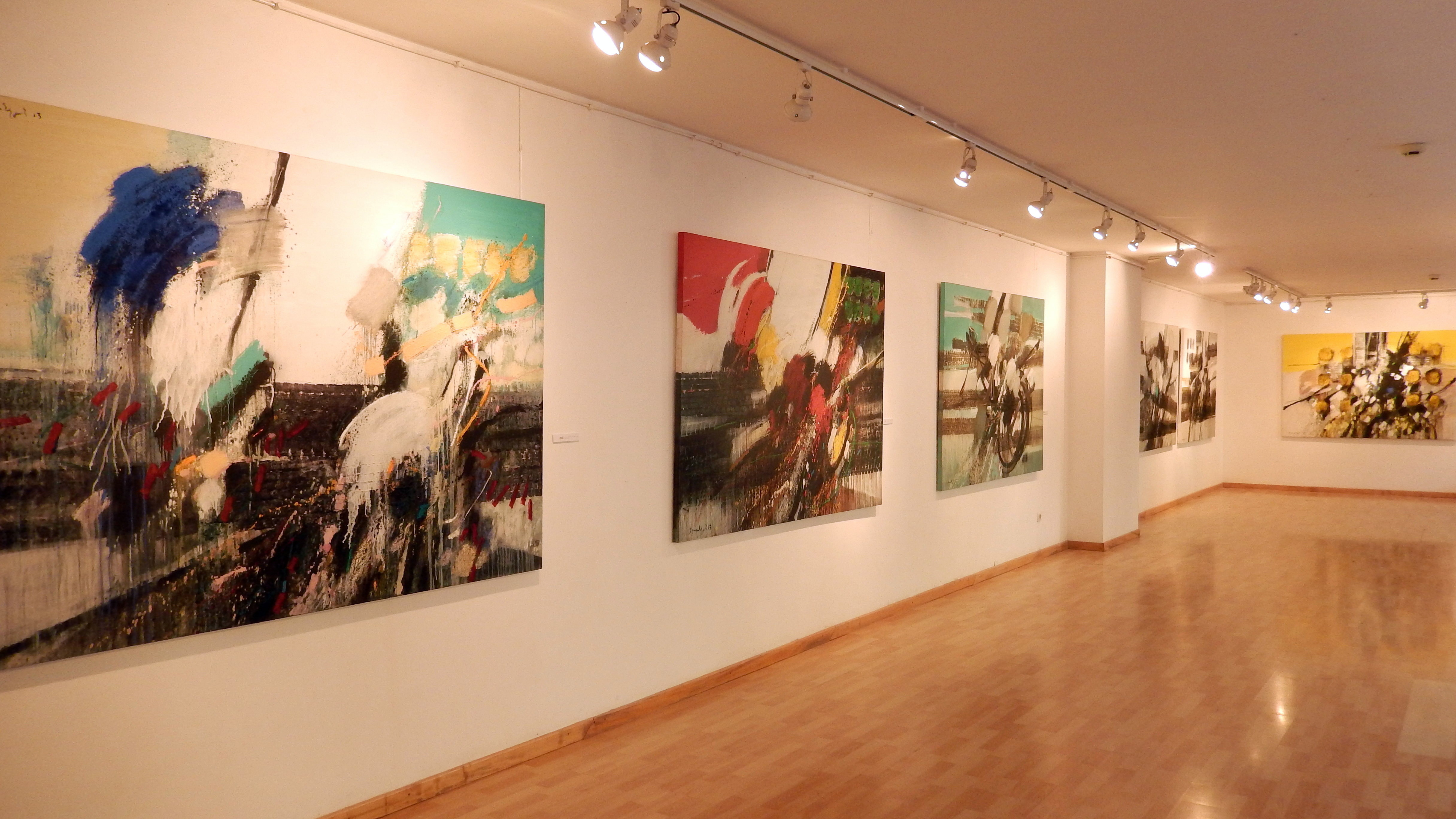